# Аутентичное исполнительство

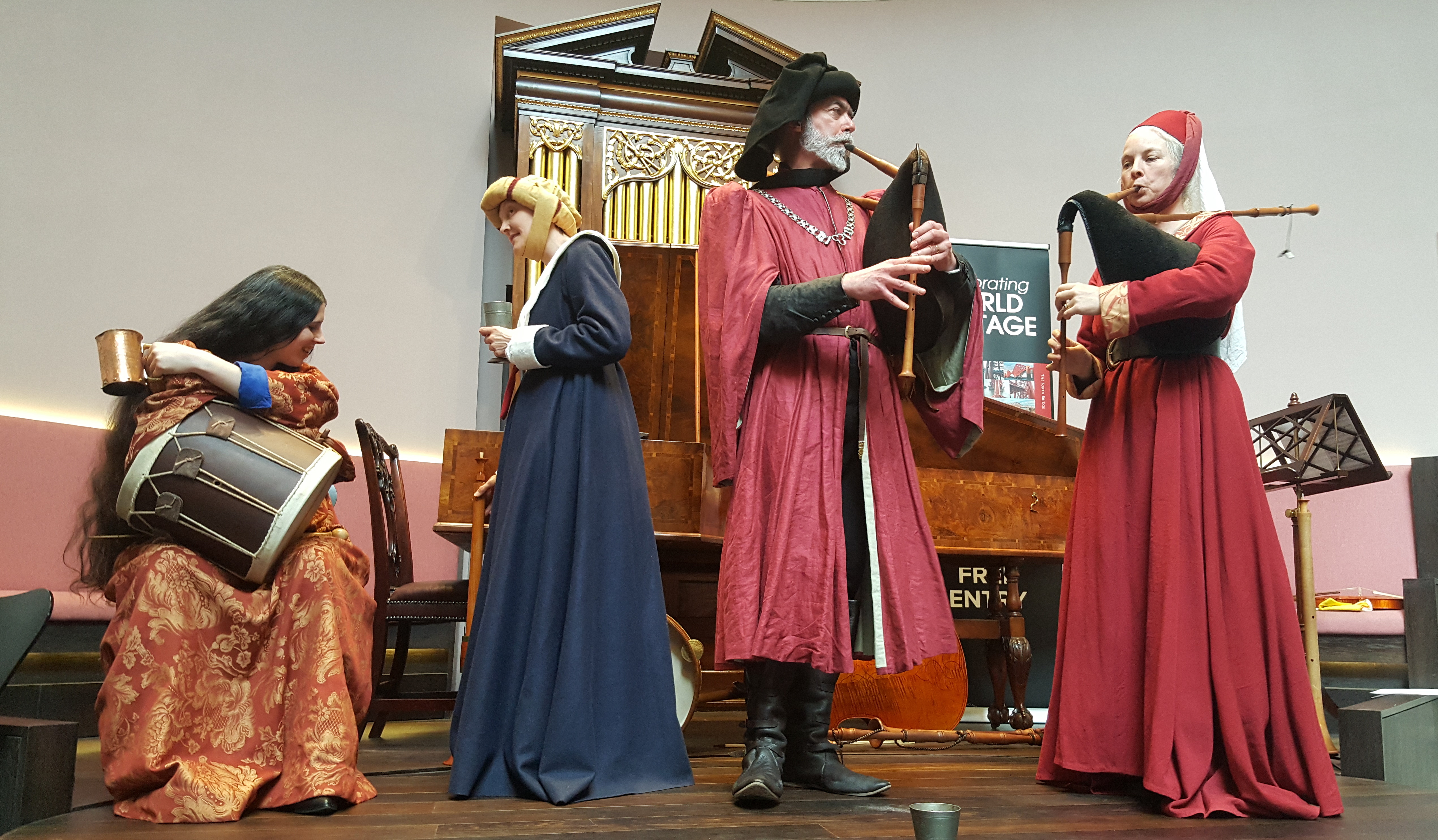
Музыканты на Всемирном дне памятников и исторических мест в Эдинбурге, 2017 год

Аутенти́чное исполни́тельство, аутенти́зм (от позднелат. authenticus — подлинный, достоверный) — движение в музыкальном исполнительстве XX—XXI веков, ставящее своей задачей максимально точное воспроизведение музыки прошлого, так же как она звучала в оригинале, то есть изначально.
Аутентизм чаще всего ассоциируют с исполнением «старинной» музыки, а именно музыки эпохи барокко,  Возрождения, Средневековья. Реже применяют этот термин по отношению к музыке других эпох, музыкальные традиции которых отличаются от современных: классицизма и отчасти романтизма.

## Краткий очерк специфики
Аутентичное, или «исторически осведомлённое», исполнение музыки подразумевает глубокую осведомлённость исполнителя о практике и теории того периода и той страны, где и когда написана музыка. Аутентизм начинается с умения интерпретировать нотный текст в оригинале (в том случае, если оригинал представлен в старинной форме нотации, например, в новонемецкой органной табулатуре, то интерпретировать именно её, а не её транскрипцию в школьную 5-линейную нотацию).
Определяющим в движении является интерпретация старинного нотного оригинала, которая понимается не столько как «озвучивание нот», сколько как живое «пересочинение» музыки. С этой точки зрения важны особенные методы прочтения нотного текста — навык «на ходу» расшифровывать цифрованный бас, определять состав и количество исполнителей (в том числе, баланс вокального и инструментального начал), знать правила и исполнительские приёмы игры (штрихи, «хорошие» и «плохие» ноты, агогика, динамика, артикуляция, контроль вибрато и т. д.), устанавливать темпы, выбирать, оснащать и настраивать (эталон высоты звука и музыкальный строй) инструменты, уметь импровизировать, верно орнаментировать нотный текст. Многое из того, что вносит аутентист в своё «пересочинение», в оригинальных нотах зачастую не содержится, но подразумевается — орнаментика (вокальная и инструментальная), динамические нюансы, темпы, штрихи, аранжировка, случайные знаки альтерации и т. п. Состояние старинного нотного оригинала в совокупности с перечисленными предпосылками «аутентичного» его прочтения открывает простор для различного рода стилевых экспериментов.
Наиболее ощутимо аутентизм проявляет себя в использовании старинных, или «исторических», музыкальных инструментов, например, виолы да гамба, барочной скрипки, виуэлы, продольной флейты, клавесина, молоточкового фортепиано, натуральной трубы, сакбута, органа и др. При этом «историческими» (англ. period instruments, фр. instruments d'époque) аутентисты называют как оригинальные старинные инструменты, так и современные инструменты-реконструкции, созданные по образцу (также на основе старинных чертежей и описаний в трактатах) оригинальных. «Идеальным» считается исполнение старинного сочинения на оригинальном старинном инструменте. По общему консенсусу, эти старинные инструменты (в том числе и современные их реконструкции) для исполнения барочной музыки принято настраивать по камертону a1=415 Гц. Есть и другие «аутентичные» эталоны настройки, которые устанавливаются музыкантами по результатам изучения старинных трактатов и старинных инструментов, которые (как считается) способны веками сохранять константную высоту (например, старинных духовых).
К аутентизму относится также исполнение высоких («женских», написанных для певцов-кастратов) вокальных партий в операх, ораториях, кантатах и др. мужскими голосами (контратенор) вместо женщин-певиц и исполнение высоких сольных партий в церковной музыке XVIII века мальчиками, а не певицами, то есть в соответствии с оригинальным замыслом композитора. В интерпретациях барочной музыки аутентичной считается реализация хоровой и оркестровой музыки камерными составами — камерным хором и камерным оркестром (ныне часто именуемым «барочным оркестром»), поскольку массивный симфонический оркестр, а равно и масштабный хор не были присущи музыке барокко.
Принципы исторической достоверности зачастую не распространяются на произведения старинного музыкального театра. Постановки барочных опер и балетов последних десятилетий осуществляются, как правило, в современной сценографии и хореографии, с применением «неаутентичных» костюмов и декораций, иногда с постмодернистским (и даже китчевым) уклоном.

## Исторический очерк

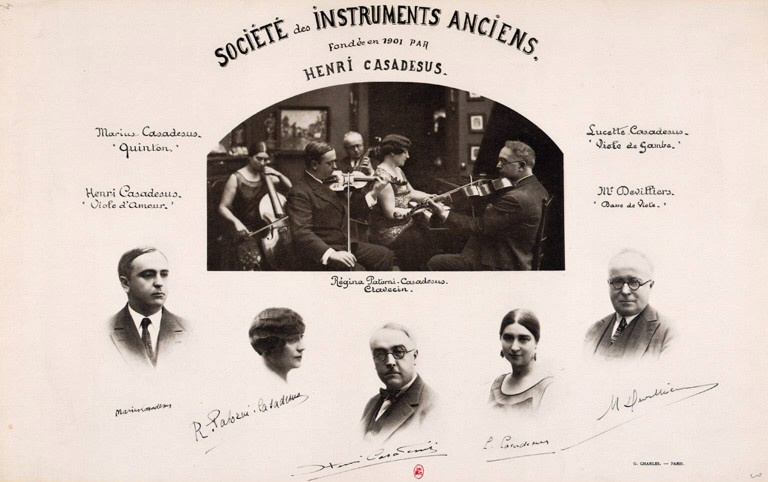
Квинтет французского Общества старинных инструментов (открытка, около 1911); участники играют на четырёх различных виолах и клавесине

Интерес к аутентичному звучанию старинной музыки возник на рубеже XIX—XX веков. Основателем движения традиционно считается Арнольд Долмеч (1858—1940), который изготавливал копии старинных инструментов и исполнял на них музыку XVII—XVIII веков. Долмеч — автор труда «Исполнение музыки XVII—XVIII веков», который стал капитальным теоретическим обоснованием аутентизма. Во Франции в это же время было основано «Общество концертов на старинных инструментах» (фр. Société de concerts des instruments anciens) — его главой был Камиль Сен-Санс, а главным мотором Анри Казадезюс. В Германии в начале XX века аналогичное общество основал виолончелист Кристиан Дёберайнер, пропагандировавший возрождение виолы да гамба. В те же годы Альберт Швейцер выступил инициатором исполнения органной музыки немецких старых мастеров (прежде всего, И. С. Баха) не на романтическом, а на историческом органе. Эта инициатива два десятилетия спустя была подхвачена органистами и органостроителями в Германии, где она вылилась в мощное антиромантическое движение Orgelbewegung; движение шло под лозунгом «Назад к Зильберману!».
«Аутентичные» тенденции наблюдались и в западной науке. Так, в 1931 году музыковед Арнольд Шеринг аргументировал исполнение хоровых сочинений Баха камерным составом из 12 человек (впрочем, тогда его аргументы не были услышаны). Возрождению клавесина как концертного инструмента способствовала протекавшая в разных странах концертная и педагогическая деятельность Ванды Ландовской. В 1933 г. американский музыковед и дирижёр Саффорд Кейп (Safford Cape) основал в Париже ансамбль «Pro musica antiqua» со специализацией на музыке Средних веков и Возрождения, с которым успешно работал (с перерывом на время Второй мировой войны) вплоть до 1965 г. В 1952 г. популярность ансамбля Кейпа послужила стимулом для создания первого профессионального ансамбля старинной музыки (с аналогичным названием, позже сокращённым до «Pro musica») в США, под руководством Ноа Гринберга.
С 1950-х годов выделились Тёрстон Дарт, Густав Леонхардт, Николаус Арнонкур, Тон Копман (Коопман), Сигизвальд Кёйкен и его братья, Франс Брюгген, Филипп Херревеге, Джон Элиот Гардинер, Кристофер Хогвуд, Райнхард Гёбель, Рене Якобс, Уильям Кристи и др., ансамбли средневековой музыки Alla Francesca, Gothic Voices, Micrologus, Organum, Sequentia и другие корифеи современного HIP-движения. В 80—90-е годы начали концертную деятельность представители нового поколения аутентистов, среди них Кристоф Руссе, Масааки Судзуки (руководитель «Японской Бах-коллегии»), Конрад Юнгхенель (руководитель вокального ансамбля Cantus Cölln), Диего Фазолис, Педро Мемельсдорф, Паоло Пандольфо, в 2000-х годах выдвинулись Венсан Дюместр, Кристина Плюхар, Рафаэль Пишон, Эммануэль Аим и другие.
Многие аутентисты, по мере того, как ширилось их общественное признание, организовывали и возглавляли ансамбли старинной музыки (в случае со специализацией на музыке барокко — так называемые «барочные оркестры»), среди наиболее известных — Cappella Coloniensis (Кёльн, 1954; старейший барочный оркестр), Concentus musicus (дебютировал в 1957), Collegium Aureum (1962, распущен в 1980-х гг.), Collegium Vocale Gent (основан в 1970), La Petite Bande (1972), Musica Antiqua Köln (1973, распущен в 2006), кембриджская Академия старинной музыки (1973), парижская La Chapelle royale (1977, ансамбль функционировал до конца 1990-х гг.), Английские барочные солисты (1978), Les Arts florissants (1979), Берлинская академия старинной музыки (1982), Оркестр века Просвещения (1986), Фрайбургский барочный оркестр (1987), Le Concert des Nations (1989), Японская Бах-коллегия (1990), Лирические дарования (1991), Амстердамский барочный оркестр и хор (1992), Кафе Циммерман (1998, без дирижёра), I Barocchisti (1998).

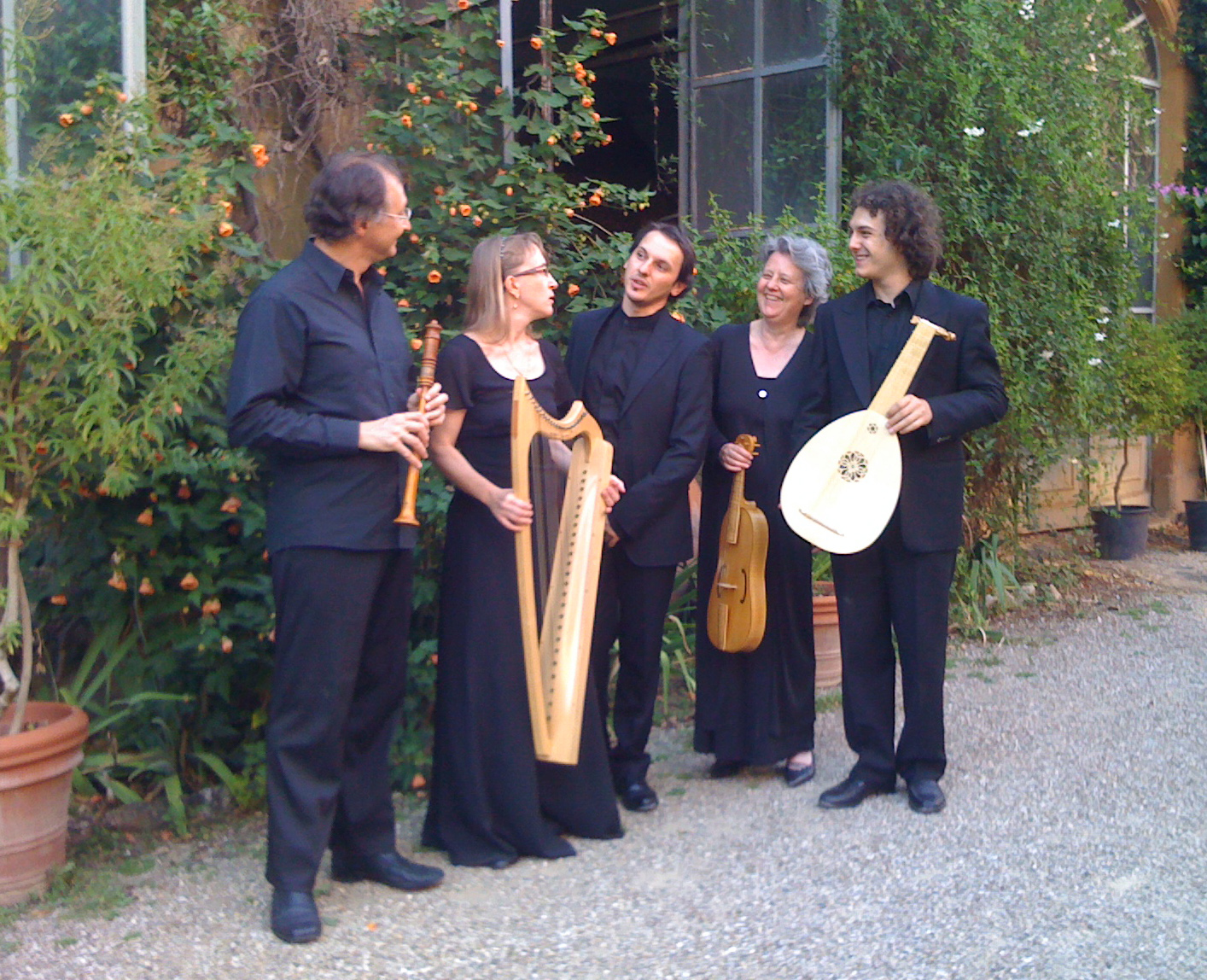
Итальянский ансамбль Modo Antiquo исполняет музыку эпохи барокко.

У истоков аутентичного исполнительства в СССР стояли московский ансамбль «Мадригал» (основан в 1965 композитором и пианистом Андреем Волконским) и таллинский ансамбль «Hortus Musicus» (основан в 1972 скрипачом Андресом Мустоненом). Значительный вклад в развитие аутентичного исполнительства в России внесли клавирист Алексей Любимов и скрипачка Татьяна Гринденко (руководитель оркестра «Академия старинной музыки»).
Среди современных HIP-коллективов России: Musica Petropolitana (ансамбль образован в 1990 году), «The Pocket Symphony» (выделился из состава Ансамбля старинной музыки Московской консерватории в 1996 году, рук. Н.Кожухарь), оркестр «Pratum Integrum» (2003).
В ряде западноевропейских стран организовано профессиональное преподавание старинной музыки, иногда обособленное от традиционных академических дисциплин. Среди наиболее авторитетных институций — базельская Schola cantorum (1933, ныне в составе Базельской музыкальной академии), Центр барочной музыки в Версале (1987), факультеты старинной музыки в Гаагской и Амстердамской консерваториях. Впервые в России регулярное преподавание аутентичного исполнительства началось на факультете исторического и современного исполнительства (ФИСИ), организованном в 1997 году по инициативе Алексея Любимова и Назара Кожухаря в Московской государственной консерватории. В Петербурге центром образования в этом направлении стала кафедра органа, клавесина и карильона, созданная Алексеем Пановым и единомышленниками в 2006 году в Санкт-Петербургском государственном университете.

## Фестивали старинной музыки
Развитию и популяризации аутентичного исполнительства способствовали международные фестивали старинной музыки, среди которых ныне наиболее известны (по хронологии дат основания) Инсбрукский фестиваль старинной музыки (ежегодно с 1976), Фестиваль барочной музыки в Амброне́ (с 1980, ежегодно, с перерывами), Бостонский фестиваль старинной музыки (раз в два года, с 1980), Oude Muziek (в Утрехте, ежегодно с 1982), Бонский фестиваль барочной оперы (ежегодно с 1983), Лондонский фестиваль барочной музыки (1984), летний фестиваль барочной и классической оперы в шведском Дротнингхольме (ежегодно с начала 1990-х), Laus Polyphoniae (Антверпен, ежегодно с 1994), Фестиваль «Earlymusic» (Санкт-Петербург, ежегодно с 1998), Брайтонский фестиваль старинной музыки (Брайтон и Хоув, ежегодно с 2002). Выступлениями аутентистов также зачастую сопровождаются праздники и фестивали, связанные со старинными культурными традициями народов и регионов Европы, например, Calendimaggio (Майский праздник) в итальянском городе Ассизи.

## Критика
Критики аутентизма сомневаются в том, что «историческое» исполнение помогает современному слушателю услышать музыку давних времён так, как её слышали современники той музыки, поскольку слушатель XX—XXI веков, как они считают, ни при каких обстоятельствах не в состоянии адекватно воспринять культурную традицию удалённой эпохи.
Другой аспект критики аутентизма связан со старинными инструментами. Суть изменений в инструментах, произошедших в более поздние эпохи, состояла в их модернизации (часть технических задач, которые ранее возлагались на исполнителя, впоследствии переложили на инструмент), целью которой были расширение динамического диапазона (вектор «концертного исполнительства»), стремление к однородности звучания в различных регистрах, универсальная, то есть пригодная для любой музыки, акустическая настройка и т. д. Но модернизация инструментов имела и обратную сторону: выравнивание «чистых» и «фальшивых» интервалов, как и сглаживание регистровой и тембровой индивидуальности, свели на нет творческие усилия старинных композиторов, которые использовали регистровые и акустические «недостатки» для достижения колористических и других выразительных эффектов.
Исполнителям, привыкшим к академическим инструментам, трудно добиться привычными методами желаемого эффекта на «историческом» инструменте. Отсюда среди критиков аутентизма распространилось мнение, что старинные инструменты «слабые» и «фальшивые». Защитники аутентичного инструментария в ответ на это указывают на необходимость правильного, адекватного самой музыке применения старинного инструментария, при котором недостатки обращаются в преимущества, например, использование «слабого» инструмента в камерном помещении (а не в большом концертном зале), исполнение на специфически темперированном инструменте только той музыки, которая была написана для данного инструмента (а не всех без разбора произведений «старинной музыки») и т. п.
Содержательна критика самого термина «аутентизм». Авторитетный представитель движения Густав Леонхардт отмечал, что аутентичной может быть, например, ваза XVIII века, но любое современное исполнение не может быть аутентичным в полном смысле слова, поскольку перенестись на 300 лет в прошлое просто невозможно. В 2012 году английский музыковед, автор статьи «Historical Performance Comes of Age» (2012) Ингрид Персон признаётся, что испытала «огромное облегчение» от того, что на страницах журнала «Performance Practice Review» (который её публикует) термин authenticity не употребляется.
Пришедшее на смену «аутентизму» (более многословное) определение «исторически осведомлённое исполнительство» (англ. HIP), содержит претензию на новаторское отношение к музыке прошлого, притом что «историческая осведомлённость» на деле существовала задолго до того, как аутентисты начертали этот принцип на своём знамени (см. выше об Альберте Швейцере, движении Orgelbewegung, немецком учёном А. Шеринге и др. в историческом очерке).
Исполнительские стили, как бы они себя ни именовали, неизбежно несут на себе отпечаток эстетики своего времени. Поэтому «аутентичные» записи старше 30-40 лет, например, некогда знаменитых ансамблей Рене Клеменчича, «Студия старинной музыки», «Early Music Consort» Дэвида Мунроу, Арнольда Долмеча, Ванды Ландовской, Августа Венцингера, Альфреда Деллера и многих других ансамблей и отдельных исполнителей, способны устаревать в неменьшей степени, чем так называемые академические стили. Вопрос о границах (неизбежного) индивидуализма исполнительской интерпретации, о том, как такая интерпретация коррелирует с установкой на «историческую достоверность», становится объектом полемики:

Если исполнитель пытается быть аутентичным, он никогда не будет убедительным. Только тот исполнитель, который всеми силами пытается погрузиться в мир великого духа [композитора] и его эпохи, может, если он освоил адекватную технику и владеет секретом под названием 'талант', вызвать [у слушателя] ощущение истинности и достоверности.— Густав Леонхардт (1977)